# Sophie-Andrée Blondin
Pour les articles homonymes, voir Blondin.
Sophie-Andrée Blondin est une journaliste et une chroniqueuse québécoise. Elle est présentement à la barre du journal scientifique Les Années lumière, radiodiffusé sur les ondes de Radio-Canada. Elle a aussi animé les émissions Bien dans son assiette et Les Éclaireurs à l’antenne de Radio-Canada.

## Biographie
En début de carrière, Sophie-André Blondin a travaillé à TQS, TVA, Télé-Québec et CKAC dans des émissions comme Bon Dimanche, Touche à Tout et La Route des vacances. 
Depuis 1990, elle présente des reportages et des chroniques et est animatrice à la radio de Radio-Canada, principalement au Montréal-Express, à Indicatif Présent et aux Années lumière. De 2011 à 2015, elle a animé l'émission quotidienne consacrée à l'alimentation Bien dans son assiette puis le magazine de santé/consommation Les éclaireurs de 2015 à 2017. Depuis l'automne 2017, elle est à la barre de l'émission scientifique Les années lumière,.
Sophie-Andrée Blondin est la fille du réalisateur et animateur Robert Blondin.